# Maximilian Beister
Maximilian Beister (sinh ngày 6 tháng 12 năm 1990 tại Göttingen) là tiền đạo người Đức của câu lạc bộ 1860 München được cho mượn từ Mainz 05.

## Thống kê
Tính đến ngày 21 tháng 5 năm 2015
| Câu lạc bộ          | Câu lạc bộ          | Câu lạc bộ          | Giải đấu | Giải đấu | Cúp quốc gia | Cúp quốc gia | Châu Âu | Châu Âu | Khác  | Khác  | Tổng cộng | Tổng cộng |
| Câu lạc bộ          | Giải đấu            | Mùa giải            | Trận     | Bàn      | Trận         | Bàn          | Trận    | Bàn     | Trận  | Bàn   | Trận      | Bàn       |
| Đức                 | Đức                 | Đức                 | Giải đấu | Giải đấu | DFB-Pokal    | DFB-Pokal    | Châu Âu | Châu Âu | Khác1 | Khác1 | Tổng cộng | Tổng cộng |
| ------------------- | ------------------- | ------------------- | -------- | -------- | ------------ | ------------ | ------- | ------- | ----- | ----- | --------- | --------- |
| Hamburger SV II     | Regionalliga Nord   | 2008–09             | 17       | 2        | —            | —            | —       | —       | —     | —     | 17        | 2         |
| Hamburger SV        | Bundesliga          | 2009–10             | 2        | 0        | 0            | 0            | 0       | 0       | —     | —     | 2         | 0         |
| Hamburger SV II     | Regionalliga Nord   | 2009–10             | 24       | 9        | —            | —            | —       | —       | —     | —     | 24        | 9         |
| Fortuna Düsseldorf  | 2. Bundesliga       | 2010–11             | 26       | 7        | 1            | 0            | —       | —       | —     | —     | 27        | 7         |
| Fortuna Düsseldorf  | 2. Bundesliga       | 2011–12             | 33       | 11       | 3            | 0            | —       | —       | 2     | 1     | 38        | 12        |
| Hamburger SV        | Bundesliga          | 2012–13             | 23       | 3        | 1            | 1            | —       | —       | 0     | 0     | 24        | 4         |
| Hamburger SV        | Bundesliga          | 2013–14             | 16       | 5        | 3            | 1            | —       | —       | 0     | 0     | 19        | 6         |
| Hamburger SV        | Bundesliga          | 2014–15             | 5        | 0        | 0            | 0            | —       | —       | 0     | 0     | 5         | 0         |
| Tổng cộng sự nghiệp | Tổng cộng sự nghiệp | Tổng cộng sự nghiệp | 136      | 38       | 8            | 2            | 0       | 0       | 2     | 1     | 146       | 41        |

- 1.^  Bao gồm cả trận playoff lên/xuống hạng.